# Липово Полє
44°46′ пн. ш. 15°10′ сх. д. / 44.76° пн. ш. 15.17° сх. д.
Липово Полє (хорв. Lipovo Polje) — населений пункт у Хорватії, у Лицько-Сенській жупанії у складі громади Перушич.

## Населення
Населення за даними перепису 2011 року становило 122 осіб.
Динаміка чисельності населення поселення:

## Клімат
Середня річна температура становить 8,06 °C, середня максимальна – 21,18 °C, а середня мінімальна – -6,28 °C. Середня річна кількість опадів – 1362 мм.
| Клімат поселення                              | Клімат поселення | Клімат поселення | Клімат поселення | Клімат поселення | Клімат поселення | Клімат поселення | Клімат поселення | Клімат поселення | Клімат поселення | Клімат поселення | Клімат поселення | Клімат поселення | Клімат поселення |
| Показник                                      | Січ.             | Лют.             | Бер.             | Квіт.            | Трав.            | Черв.            | Лип.             | Серп.            | Вер.             | Жовт.            | Лист.            | Груд.            |                  |
| Середній максимум, °C                         | 5,45             | 6,30             | 8,82             | 12,69            | 17,52            | 20,94            | 21,18            | 20,86            | 16,89            | 12,87            | 7,66             | 4,30             |                  |
| Середня температура, °C                       | −0,42            | 0,42             | 2,95             | 6,84             | 11,64            | 15,07            | 17,25            | 16,93            | 12,97            | 8,94             | 3,74             | 0,38             |                  |
| Середній мінімум, °C                          | −6,28            | −5,43            | −2,9             | 0,96             | 5,78             | 9,20             | 13,34            | 13,01            | 9,04             | 5,01             | −0,19            | −3,54            |                  |
| Норма опадів, мм                              | 100              | 99               | 100              | 112              | 99               | 101              | 64               | 87               | 133              | 155              | 173              | 139              |                  |
| Середньомісячна швидкість вітру, м/с          | 2.65             | 2.78             | 2.95             | 2.80             | 2.58             | 2.38             | 2.33             | 2.26             | 2.38             | 2.57             | 2.88             | 2.91             |                  |
| Середньомісячна сонячна радіація, кДж/м²·день | 4536             | 7281             | 10654            | 15096            | 19222            | 20822            | 22757            | 19451            | 14467            | 9315             | 4965             | 3817             |                  |
| --------------------------------------------- | ---------------- | ---------------- | ---------------- | ---------------- | ---------------- | ---------------- | ---------------- | ---------------- | ---------------- | ---------------- | ---------------- | ---------------- | ---------------- |
| Джерело:                                      |                  |                  |                  |                  |                  |                  |                  |                  |                  |                  |                  |                  |                  |